# Le Serment du Jeu de paume
Cet article concerne le tableau de David. Pour l'évènement de la Révolution, voir Serment du Jeu de paume.
Le Serment du Jeu de paume est un tableau inachevé de Jacques-Louis David composé entre 1791 et 1792. Cette toile ambitieuse devait immortaliser l'événement qui s'était déroulé dans la salle du Jeu de paume à Versailles. À la suite des bouleversements politiques qui ponctuèrent la Révolution et des difficultés de financement du projet, le peintre ne put jamais terminer son œuvre qui demeura à l'état d'ébauche. Celle-ci est réalisée à la craie blanche, pierre noire et huile sur toile. Seules les études du tableau furent achevées.

## Historique
Les premières gravures représentant Le Serment du Jeu de paume n’apparaissent qu’en 1790, date qui voit Jacques-Louis David convaincre la Société des Amis de la constitution, dite club des Jacobins de lancer une souscription nationale pour financer la réalisation d'un tableau sur cet événement fondateur de la Révolution française. Le peintre expose un dessin à la plume et encre brune de son futur tableau dans son atelier du Louvre en 1791 mais ne peut poursuivre, faute d'argent car la souscription ne recueille que 10 % de la somme attendue. La Constituante décide alors de financer son œuvre aux frais du « Trésor Public », somme complétée par la vente de gravures tirées du tableau.
David installe son atelier dans l'ancienne église conventuelle des Feuillants de la rue Saint-Honoré afin de pouvoir faire poser les députés siégeant à la toute proche salle du Manège, mais en 1793, pris par ses travaux de député, il n’a achevé que l’esquisse de la partie inférieure de son gigantesque tableau, qui comprend seulement quatre portraits peints de députés : Michel Gérard, Antoine Barnave, Mirabeau et Dubois-Crancé. Or en 1793, la vie politique française ne correspond plus du tout au contexte du tableau. Mirabeau, un des héros de l’année 1789, est devenu l’ennemi de la Révolution. Sa correspondance secrète avec le roi a été découverte. Aux yeux de l'opinion publique, il est devenu un traître. Un grand nombre des députés de l’Assemblée nationale constituante sont identifiés aux factions ennemies du Comité de salut public. David abandonne le travail et laisse sa toile inachevée, les souscripteurs lui réclamant alors leurs gravures.
Ses tableaux La Distribution des aigles en 1810 et Léonidas aux Thermopyles en 1814 s'inspireront directement du Serment du Jeu de paume. Le 20 octobre 1821, David cède à Daniel Isoard de Martouret le droit de graver son Serment du Jeu de paume, gravure réalisée ensuite par Jean-Pierre-Marie  Jazet et conservée depuis 1988 au musée de la Révolution française. L'ébauche de la toile est finalement acquise en 1836 par les musées royaux pour le musée du Louvre où elle est exposée à partir de 1880.
Depuis la fin du XVIIIe siècle, ce tableau intégré dans la propagande républicaine est repris et adapté par de nombreux artistes, tel Auguste Couder en 1848 ou Luc-Olivier Merson en 1883.

## Description
Suivant la méthode académique alors en vigueur, David a commencé sa mise en place en dessinant les personnages nus, ceux-ci devant être représentés habillés à l'étape suivante.
Le peintre s’attache à traduire le mouvement d’unanimité en faisant converger vers Bailly le regard de tous les députés présents : ils semblent pris de transes, ils s'étreignent mutuellement, se tiennent la poitrine comme si une force brutale s'était emparée d'eux... Un vent violent balaye la salle, qu'un puissant rai de Lumière vient inonder. L'allusion est évidente : c'est une nouvelle Pentecôte ! Et la présence symbolique, au centre du tableau, d'un petit groupe de religieux vient encore renforcer cette évédence. 
L’attitude figée du seul opposant au serment, Martin-Dauch, en bas à droite, vient en contrepoint de l’enthousiasme général. David prend soin aussi de dessiner les visages pour que chaque protagoniste puisse être reconnu individuellement. Dans les études préparatoires, le peintre a dessiné des fenêtres larges et placées en hauteur. Sur la partie supérieure de la scène, la présence du peuple aux fenêtres, les rideaux sont soulevés par des bourrasques de vent.

Études de Jacques-Louis David pour Le Serment du Jeu de paume
Le Serment du Jeu de paume, dessin, château de Versailles[11].
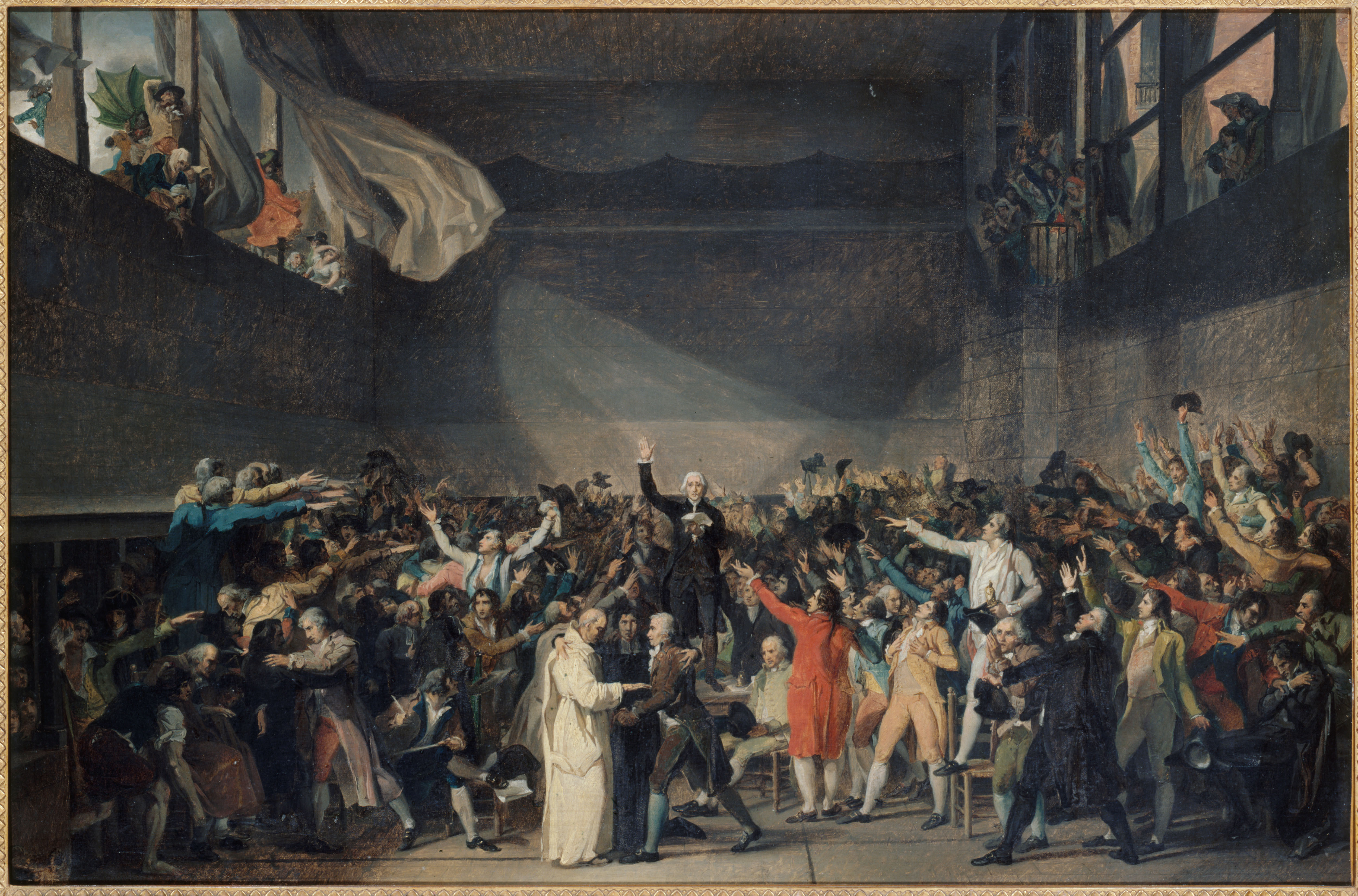
Le Serment du Jeu de paume, étude, huile sur toile, 101,2 × 66 cm, Paris, musée Carnavalet.
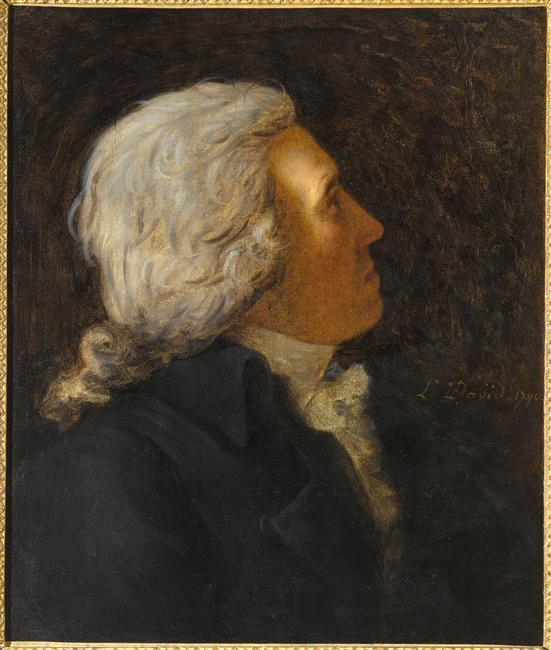
Portrait de Bertrand Barère (1790), château de Versailles.
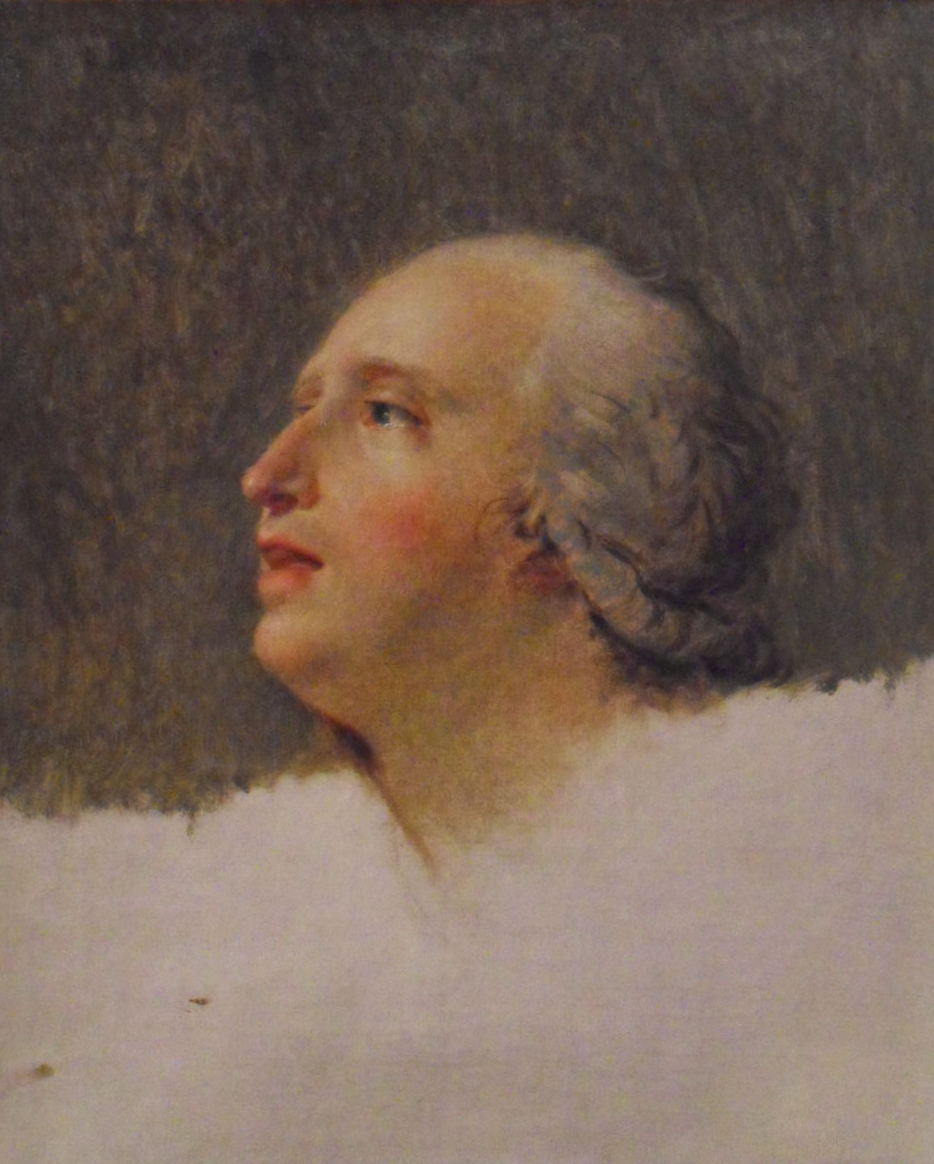
Portrait de Pierre-Louis Prieur de la Marne (vers 1791), Besançon, musée des beaux-arts et d'archéologie[12].
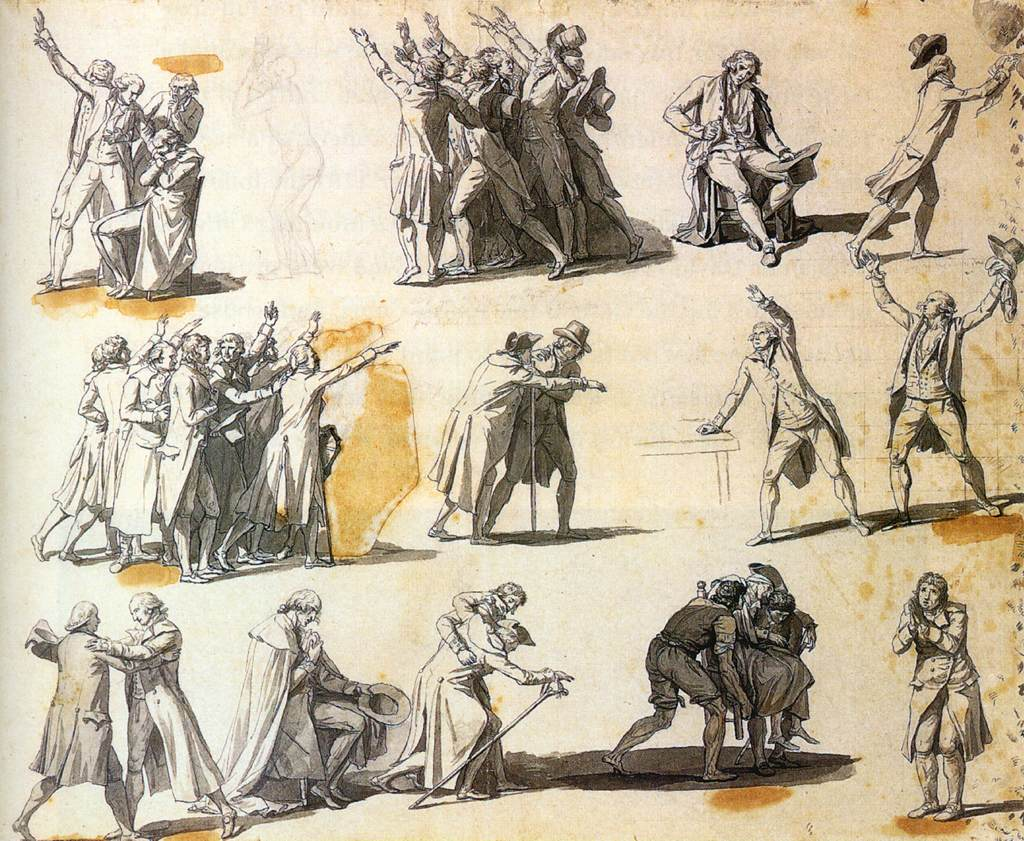
Étude au lavis pour les attitudes des députés (1791), château de Versailles.

## Interprétation symbolique

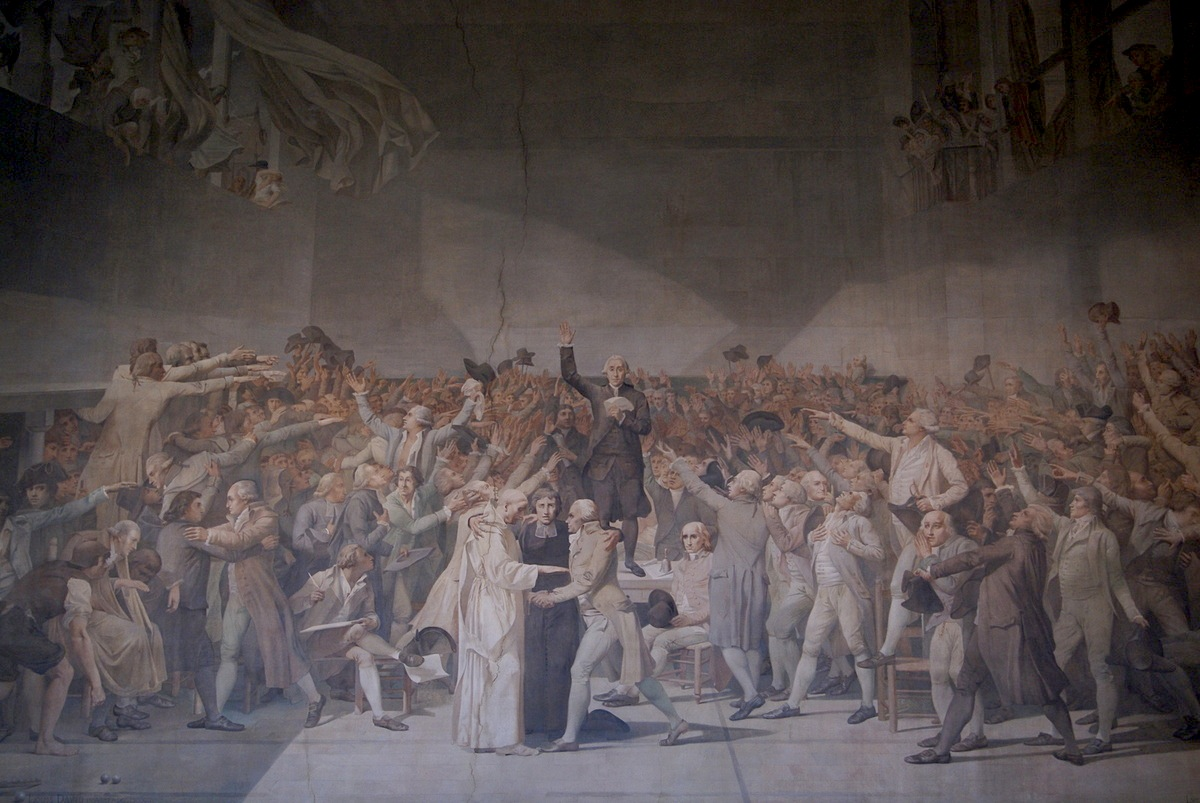
Luc-Olivier Merson d'après Jacques-Louis David, Le Serment du Jeu de paume (1883), Versailles, salle du Jeu de paume.
Pour la restauration de la salle, Luc-Olivier Merson réalisa une interprétation du tableau de David dans le format prévu à l'origine en se basant sur l'étude au lavis de David et la gravure de Jean-Pierre-Marie Jazet.

Au XVIIIe siècle, le serment a une valeur sacrée. Il apporte une garantie de fidélité à la parole donnée. Jacques-Louis David s’était fait connaître par la toile Le Serment des Horaces. Les serments collectifs sont considérés pendant la Révolution française comme facteur d’unité nationale, voire  d’unanimité nationale. Ceci explique pourquoi les révolutionnaires ont voulu mettre en avant cet épisode. Effusion pré-romantique, unanimité — seul un député a refusé de prêter serment —, ferveur des députés, presque tous des bourgeois, absence de violence populaire, tout était réuni pour faire de cette journée le porte-drapeau de la révolution de 1789. Il montre aussi que c’est la volonté particulière de chaque individu qui fait la souveraineté nationale.
Le tableau de David comporte une scène de fraternisation entre le moine chartreux, Dom Gerle, l'abbé Grégoire et le pasteur protestant, Jean-Paul Rabaut Saint-Étienne, ce qui symbolise une ère nouvelle, celle de la tolérance religieuse. Parmi les clercs les plus notoires, « le brelan de prêtres », comme les surnomme Balzac : L'abbé Sieyès, Mgr de Talleyrand qui propose la nationalisation des biens du clergé, l'oratorien Joseph Fouché qui dirigera à Lyon une Terreur impitoyable. D'autres prêtres révolutionnaires dont Jacques Roux, l'apôtre des enragés, l'abbé Claude Fauchet qui marchera sur la Bastille, le bénédictin Dom Poirier qui présidera à la profanation des tombes royales de la basilique Saint-Denis, tous présents au Serment du Jeu de paume.
Il montre également, grâce au rideau qui vole, qu'un nouveau vent se lève sur la France : le vent de la Révolution.